# San Jerónimo (distrito de Andahuaylas)
O San Jerónimo é um dos dezenove distritos que formam a província de Andahuaylas, situada no Apurímac, no Peru.

## Transporte
O distrito de San Jerónimo é servido pela seguinte rodovia:
- PE-3S, que liga o distrito de La Oroya à Ponte Desaguadero (Fronteira Bolívia-Peru) - e a rodovia boliviana Ruta 1 - no distrito de Desaguadero (Região de Puno)
- AP-107, que liga a cidade de Jose Maria Arguedas ao distrito de Tintay
- AP-100, que liga a cidade de Pacobamba ao distrito [2][3][4]